# Lumi Cavazos
Lumi Cavazos (Monterrei, 21 de dezembro de 1968) é uma atriz mexicana. Ela é mais conhecida por sua interpretação de "Tita" em Como Água para Chocolate (1992).

## Biografia
Nascida em Monterrei, norte do México, em 1969, Cavazos foi criada como a caçula de nove filhos. Ela começou sua carreira de atriz aos 15 anos, atuando com uma companhia de teatro em Guadalajara. Cavazos fez sua estréia no cinema em El secreto de Romelia, de Busi Cortes, em 1988, e novamente trabalhou com o diretor quando ela estrelou em Serpientes y escaleras (1992).

## Prêmios e indicações
Cavazos ganhou os prêmios de Melhor Atriz no Festival de Cinema de Tóquio e no Festival de Gramado por sua interpretação de "Tita" em Como Água para Chocolate (1992).